# Bossaball

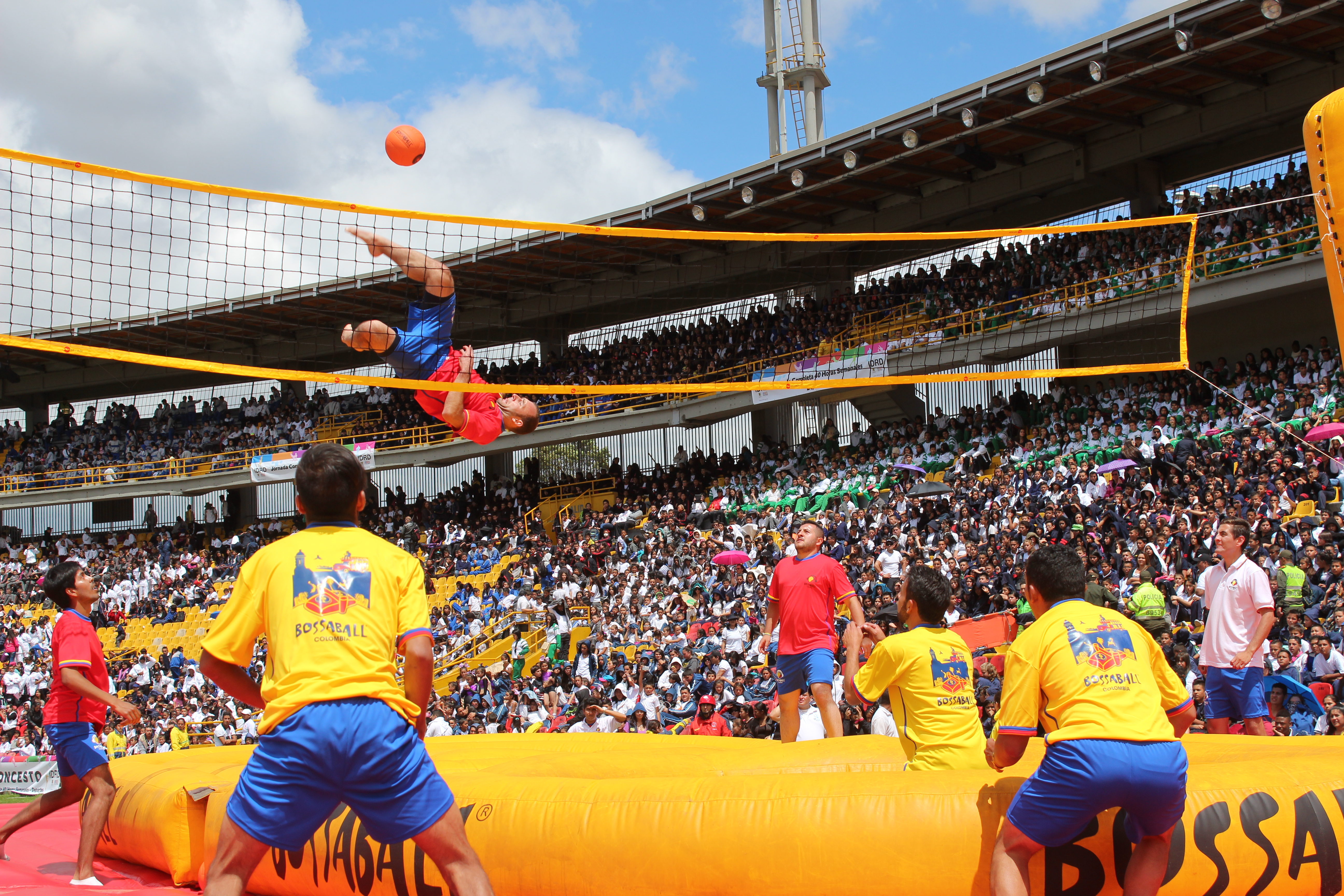
Partido de Bossaball

Bossaball es un deporte de equipo que se originó en España y fue inventado por el belga Filip Eyckmans en 2005. Bossaball, voleibol, fútbol y gimnasia con música en un deporte. Se juega en una cancha inflable con un trampolín en cada lado de la red. Los trampolines permiten a los jugadores rebotar lo suficientemente alto como para rematar la pelota sobre la red y marcar puntos directos.
La palabra "bossa", que a veces se traduce como estilo o actitud en el portugués brasileño, se asocia comúnmente con la Bossa Nova, un tipo de música brasileña influenciada por Samba. El nombre Bossaball, por lo tanto, expresa el objetivo de combinar el deporte, la música y las vibraciones positivas.
Otros países en los que se ha introducido Bossaball son: Brasil, Argentina, México, Turquía, Países Bajos, España, Alemania, Francia, Suiza, Portugal, Grecia, Eslovenia, Hungría, República Checa, Rumanía, Israel, Egipto, Arabia Saudita, Catar, Kuwait, Chile, Ecuador, Venezuela, Paraguay y Colombia.